# Куршум джамия (Трикала)
Вижте пояснителната страница за други значения на Куршум джамия.
Куршум джамия (на турски: Kurşun Camii) е мюсюлмански храм в град Трикала.
Намира се в централната част на града. Изграждането му е дело на Осман шах, известен също като Кара Осман паша. Осман е син на една от дъщерите на султан Селим I, т.е. внук на падишаха, и същевременно управител на санджак Трикала. 
Към джамията има медресе, кервансарай и тюрбе в южната част на двора на джамията, където след смъртта си през 1567/8 г. е погребан ктиторът. По времето на Евлия Челеби джамията е основна на града и цяла Тесалия. 
Джамията е построена от известния османски архитект Мимар Синан и е една от общо 79-те издигнати от него. Тя е единственият подобен паметник на културата и изкуството от османския период, оцелял на територията на съвременна Гърция.